# 白领八哥
白领八哥（学名：Acridotheres albocinctus）为椋鸟科八哥属的鸟类。分布于缅甸、印度以及中国大陆的云南等地，多生活于坝区边缘稀树草地、亦见于田坝以及营巢于树洞中。该物种的模式产地在印度曼尼普尔邦。